# Zinf
Zinf (akronym för Zinf Is Not FreeA*p!) är en mediaspelare för Windows och Linux. Zinf är ett fritt program under GPL-licensen. Är baserad på källkoden till det avslutade projektet Freeamp.